# Fontein van Samson
De Fontein van Samson (Oekraïens: Фонтан Самсон; Fontan Samson) is een Oekraïense barokke fontein in de historische wijk Podil in Kiev, Oekraïne. Het werd gebouwd in de 18e eeuw, in 1934 of 1935 gesloopt en in 1981 herbouwd. Het is een van de oudste fonteinen in de stad, gelegen op het Kontraktova-plein.

## Achtergrond
De fontein werd in 1748-1749 gebouwd, om het waterdistributiesysteem van het gebied te herstellen. Het project werd toegewezen aan architect Ivan Hryhorovytsj-Barskyj, die aan de Nationale Universiteit Kiev-Mohyla Academie studeerde en een afstammeling was van een in Podil bekende familie. De fontein was een paviljoenachtige ronde rotonde met een koepel die op vier pijlers rustte, met elke pijler verfraaid door twee kolommen van Korinthische orde. De koepel werd bekroond door een twee meter hoog verguld koperen beeld van Sint-Andries.

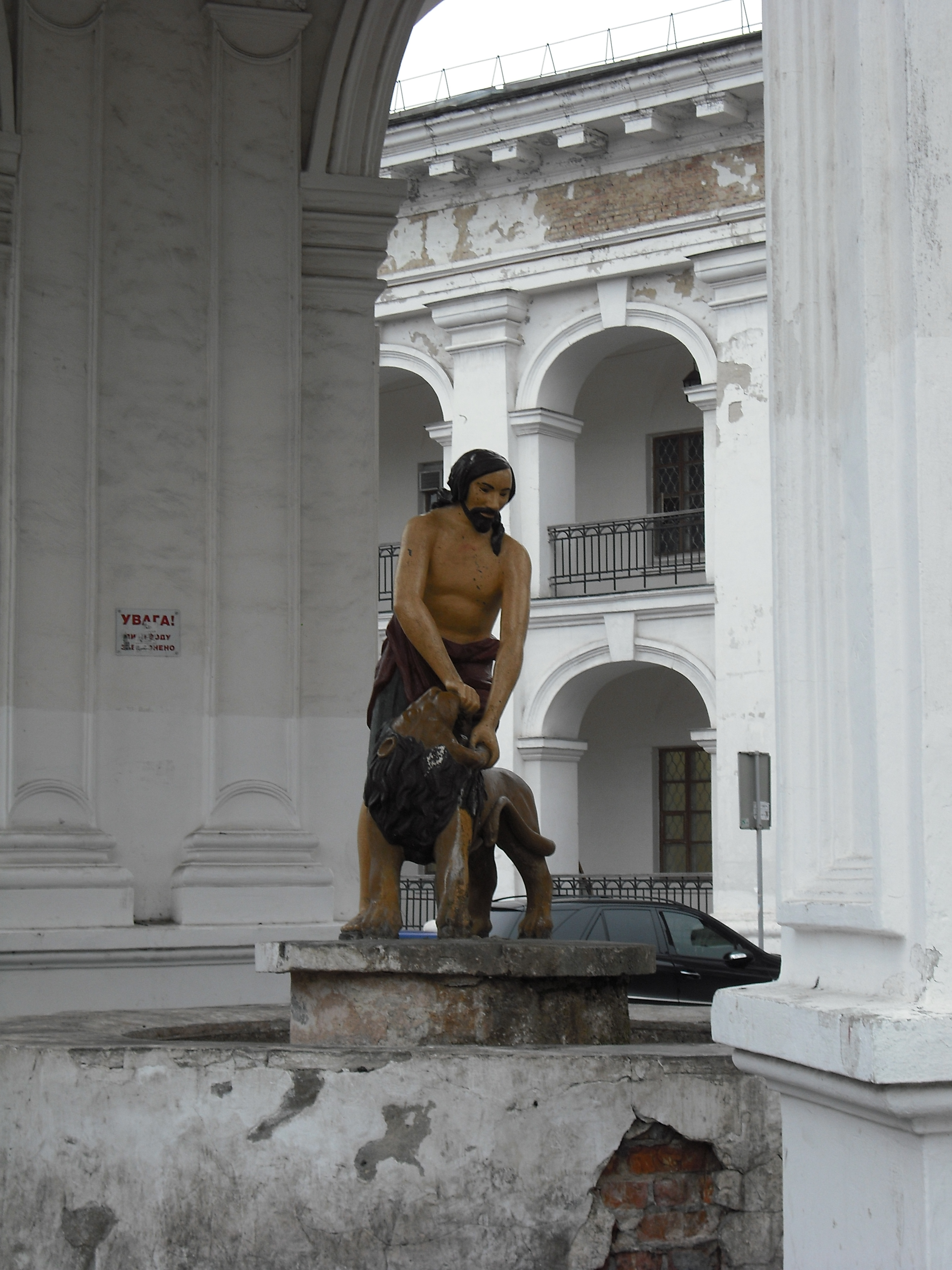
Het houten beeld van Samson. Het overleefde de vernietiging van de originele fontein en werd opnieuw geïnstalleerd na voltooiing van de nieuwe fontein in 1981.

Vóór de 19e eeuw werd in de fontein een standbeeld van een engel geïnstalleerd. Deze werd in 1809 vervangen door een bijna levensgroot houten beeld van Simson, die de kaken van de leeuw scheurde en waaruit het water stroomde. Vandaar de naam Fontein van Samson (zowel in het Engels als het Oekraïens niet als Simson maar als Samson uitgesproken). Het beeldhouwwerk was waarschijnlijk gemodelleerd naar het beroemde standbeeld van de Russische beeldhouwer Michail Kozlovski, dat te zien is in het paleizencomplex in Peterhof.
Voor het begin van de Eerste Wereldoorlog werden de standbeelden uit de fontein verwijderd en opgeslagen. Dit bleek een verstandig besluit, aangezien de bolsjewieken het bouwwerk later vernietigden. In 1927 werd de koepel gerepareerd. In 1935 stelde de administratie voor bouwkundige planning voor om de structuur op te nemen in een gepland park op het Rode Plein, zoals het destijds heette. Het werd echter in de nacht gesloopt, maar de fundamenten bleven bewaard.
Als onderdeel van een poging om Podil te ontwikkelen als een toeristisch centrum van Kiev, werd in de jaren '70 besloten tot de herbouw van de fontein. Deze werd in 1981 voltooid. Tegenwoordig heeft de fontein zonnewijzerklokken op de zuilen. Tevens bevat het concrete kopieën van de originele standbeelden, welke te zien zijn in het Nationaal Kunstmuseum van Oekraïne.